# Zonitoschema latipennis
Zonitoschema latipennis es una especie de coleóptero de la familia Meloidae.

## Distribución geográfica
Habita en Usambara (Tanzania).